# Viaducto de Ormáiztegui
El viaducto de Ormáiztegui (Guipúzcoa, España) se construyó en 1863 por el ingeniero Alexander Lavalley en los talleres Batignolles, culminando el último tramo de la línea férrea París-Madrid. Fue inaugurado el 15 de agosto de 1864 y estuvo en servicio hasta el  1 de julio de 1995, fecha en la que fue definitivamente sustituido por una moderna estructura de hormigón construida en paralelo.
Es un ejemplo sumamente didáctico de un sistema constructivo en desuso, mediante acero laminado, que sufre un proceso generalizado de sustitución y desaparición. Es representante de una época ligada al desarrollo ferroviario, y tanto por su antigüedad como por sus monumentales dimensiones y la altura que salva, lo convierten en un bien sin parangón dentro de la ingeniería civil del siglo XIX en España.
En origen el viaducto responde a una estética estrictamente constructiva y ligada a la ingeniería civil metálica del ferrocarril, sin ornamentaciones ni detalles historicistas. Su mayor expresión formal es la densa y tupida malla de planchas de hierro que arriostran y llenan los vacíos de las vigas. El Viaducto salva una distancia de 291,5 metros y su altura máxima es de 34 metros. Se organizaba como un gran cajón continuo estructurado en cinco vanos de 53,2 y 60,5 metros en los extremos y en el centro, respectivamente. La estética férrea resulta incompleta, pues los soportes se realizaron con pilas de sillería. No obstante, este hecho aumenta la ligereza del propio cuerpo horizontal del Viaducto. 
Actualmente el vaducto presenta diversos soportes, con cinco nuevos apoyos en hormigón armado, que datan de la guerra civil, los cuales fueron construidos como refuerzo tras haber sido destruido el puente (cortando a soplete su estructura metálica) para evitar el avance de las "tropas nacionales". Como resultado de ello los actuales vanos son diez, conservando la estructura metálica construida mediante vigas continuas con elementos de acero laminado enlazados entre sí por roblones. Los vanos del Viaducto tienen unas longitudes variables entre 30 y 25 metros, siendo mayores los centrales.
La estructura de hierro está constituida por tres vigas principales paralelas entre sí, distantes 3,18 metros entre ejes y un canto de 5,60 metros. Las tres vigas son continuas y de celosías múltiples de barras planas y sustentan una doble vía. Las vigas se dividen en tramos mediante los montantes verticales, cuya modulación básica es de 2,40 metros. Los montantes verticales se vuelven más densos en los apoyos del Viaducto, llegando a representar un cambio en la sucesión de montantes y celosías cruzadas.
Las tres vigas se arriostran transversalmente mediante cruces de San Andrés formadas por perfiles en T, diversas pletinas y angulares tipo L dispuestos horizontalmente. En la parte superior se realiza un tablero con un entramado de viguetas y largueros. Las viguetas son dos vigas doble T, soldadas entre sí, con un canto total de 95 cm. Sobre este tablero de soporte discurren los travesaños, ocultos superiormente por chapas de acero y los raíles del ferrocarril. Como remate superior del Viaducto surge un pasillo volado de las vigas principales laterales con una barandilla protectora de acero que continúa con el juego de celosías cruzadas.
Las alas superior e inferior de las vigas están formadas por pletinas de anchura diversa para reforzar la sección en algunos puntos. Las uniones entre los distintos elementos de la estructura son en su mayoría mediante roblones, existiendo en menor medida soldaduras. La estructura se pinta con pintura metálica gris.
Los soportes existentes son de dos tipos: por un lado, los cinco toscos caballetes de hormigón armado visto, que se realizan como un entramado hueco de planta cuadrada con cuatro pilares sobre vastas zapatas y cuatro tramos de altura con cruces de San Andrés en su tramo superior y tablero como remate y apoyo del viaducto. Estos caballetes tienen su origen en las vicisitudes de la guerra civil. Por otro lado están los soportes originales mediante grandes pilas rectangulares de piedra, con un acabado exterior en sillería. Coincidiendo con estas pilas se colocan en las vigas laterales los postes metálicos de las catenarias de electricidad.